# おひつじ座CN星
おひつじ座CN星（おひつじざCNせい、CN Arietis、CN Ari）は、おひつじ座の方向に位置する脈動変光星。

## 特徴
おひつじ座CN星は、2010年にアメリカ変光星観測者協会の会員で、アルゼンチンの変光星観測者セバスチャン・オテロ (Sebastián Otero) によって変光していることがわかり、2015年に変光星総合カタログの第81次変光星名一覧で、確定した変光星として登録された。
おひつじ座CN星は、SRS型に属する半規則型変光星ではないかとみられている。SRSという変光星分類は、2001年に発行された変光星総合カタログの第76次変光星名一覧で、半規則型変光星の新たな細分類として加わった型で、変光周期が数日から1ヶ月程度と短い赤色巨星が分類される。変光周期は一通りではなく、変光幅は概ね0.3等未満とされる。おひつじ座CN星は、8.9等から9.1等の間で変光し、変光周期ははっきりわかっていないが、変光星総合カタログでは17.07日、アメリカ変光星観測者協会では16.35日とされている。
おひつじ座CN星は、S型星であることがわかっており、スペクトル型は、炭素と酸素の組成比に基づくとS3/1、酸化ジルコニウムと酸化チタンの吸収帯強度比に基づくとS7,3、或いはS3 Zr1 Ti3とされている。
また、おひつじ座CN星は視線速度の時間変化から連星であると考えられ、大体11年程度の周期で公転しているとみられる。相手の星の詳細はわかっていないが、おひつじ座CN星がS型星として観測されるのは、連星であることと関係があるとみられる。なお、おひつじ座CN星は二重星でもあり、西に54秒離れた位置にあるK型の10等星SAO 75008 (PPM 91177) と対をなすが、これは見かけ上の関係で、SAO 75008自身がまた分光連星であるとされる。

## 名称
「おひつじ座CN星」という名称は、変光星の命名規則に従って付与されたもので、おひつじ座で114番目の変光星であることを意味する。